# (9720) Ulfbirgitta
(9720) Ulfbirgitta (1980 FH1) – planetoida z pasa głównego asteroid okrążająca Słońce w ciągu 5,02 lat w średniej odległości 2,93 j.a. Odkryta 16 marca 1980 roku.